# Mar da Palha

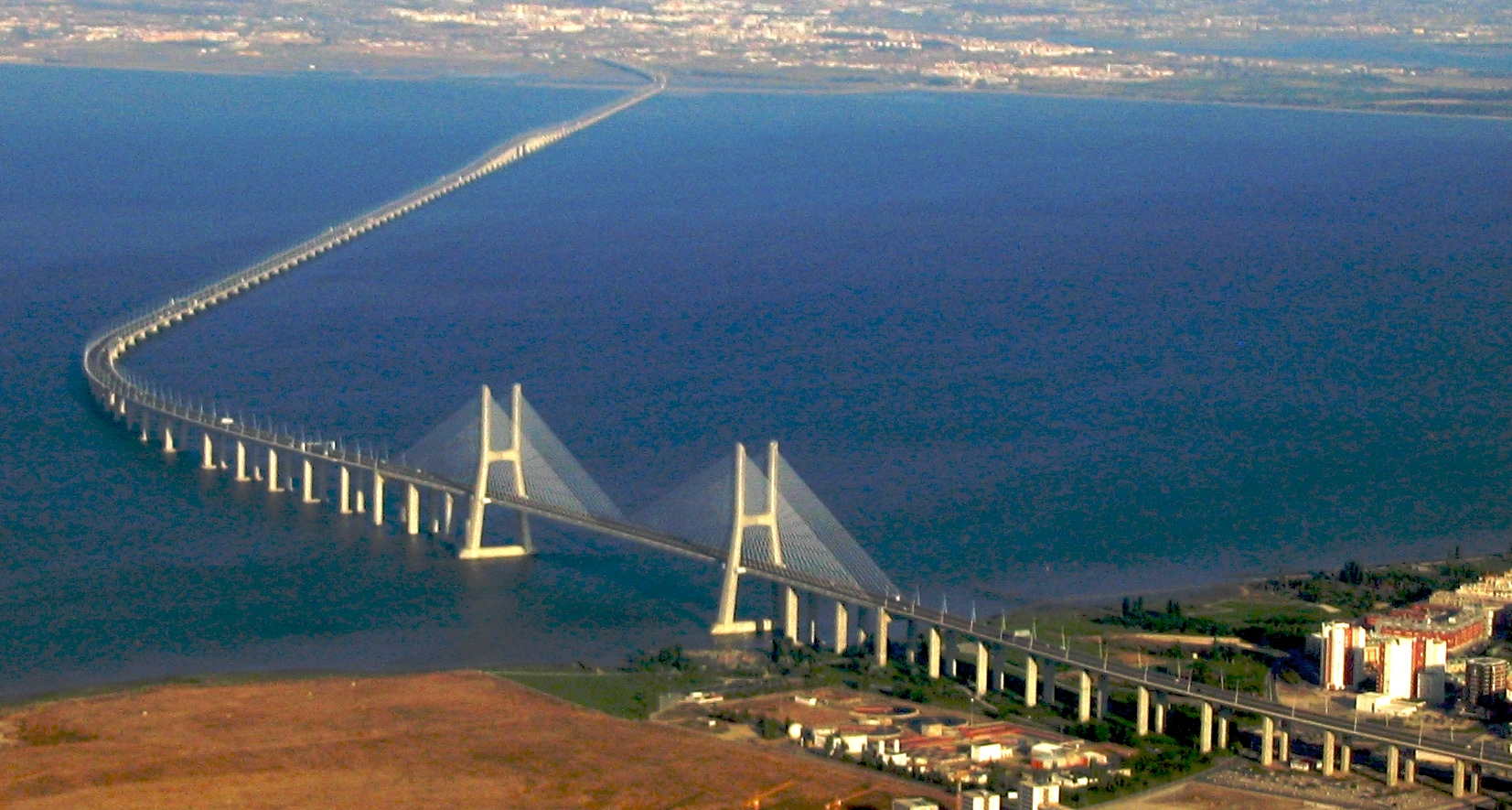
Mar da Palha.

O Mar da Palha é uma grande bacia no estuário do Rio Tejo próximo da sua foz, que no seu ponto mais largo atinge os 23 km de largura.
O Mar da Palha começa a sul do "mouchão de Alhandra", próximo de Alverca do Ribatejo, quando se começam a formar a "Cala do Norte" e a "Cala das Barcas" (ou Sul), em torno do "mouchão da Póvoa", na margem norte, e a Cala da Arrábida a sul do "mouchão do Lombo do Tejo", na margem Sul 38° 51′ 51″ N, 9° 01′ 13″ O, e termina quando o rio volta a estreitar entre o Terreiro do Paço, em Lisboa, na margem Norte, e Cacilhas (cidade de Almada) na margem Sul 38° 41′ 30″ N, 9° 08′ 00″ O.
Estão localizadas junto do Mar da Palha as seguintes localidades: Alcochete, Alverca do Ribatejo, Forte da Casa, Póvoa de Santa Iria, Sacavém, Lisboa, Montijo, Moita, Barreiro, Amora, Seixal e Almada.
Toda a bacia do Mar da Palha se caracteriza pelos seus fundos baixos e em constante mutação. A navegação é feita pelas calas, e por canais mantidos às cotas necessárias através de dragagens, como é o caso do canal do Barreiro ou da CUF na margem sul.
Apesar de ser um mar interior, não é invulgar encontrar vagas relativamente altas, provocadas pela combinação do vento e das marés com os fundos baixos, sobretudo no seu estreitamento onde cria um encontro de águas conhecido como as "Bailadeiras" junto a Cacilhas.
Na origem do seu nome estão os resíduos vegetais arrastados pelo rio Tejo das lezírias ribatejanas a montante, que empurradas pelas correntes e ventos circulam em toda a sua extensão.
A sua água é salobra desde alturas da Póvoa de Santa Iria, apesar de vários rios aí desaguarem (rio Trancão, rio Sorraia e ribeira de Coina).
As suas margens são quase todas sapais, e nelas várias espécies de aves vêm nidificar, de que algumas são migratórias. Na margem sul, foi estabelecida uma reserva natural.